# Türkiye Kupası 2022-2023
La Coppa di Turchia 2022-2023, nota come Ziraat Türkiye Kupası 2022-2023 per ragioni sponsorizzazione, è stata la 61ª edizione della coppa nazionale turca, iniziata il 13 settembre 2022 e terminata l'11 giugno 2023. Il Sivasspor era la squadra campione in carica.

## Primo turno
Il sorteggio è stato effettuato il 5 settembre 2022. Il calendario delle partite è stato annunciato il 6 settembre 2022. 15 teste di serie e 12 non teste di serie si sono qualificate per il turno successivo.
| Squadra 1                  | Risultato       | Squadra 2              |
| -------------------------- | --------------- | ---------------------- |
| 13 settembre 2022          |                 |                        |
| Ardahan Spor               | 2 – 4           | Karsspor               |
| Beyoglu Yenicarsi          | 2 – 2 (3-5 dtr) | Ergene Velimeşe        |
| Bilecikspor                | 0 – 0 (1-4 dtr) | Yalovaspor             |
| Bigaspor                   | 1 – 0           | Akhisar Belediyespor   |
| Karabük İdmanyurdu Spor    | 0 – 0 (1-4 dtr) | Bartınspor             |
| 14 settembre 2022          |                 |                        |
| Karaköprü Bld              | 3 – 0           | Cizrespor              |
| Kilis Belediyespor         | 0 – 0 (4-3 dtr) | Osmaniyespor           |
| Elaziz Bld                 | 1 – 0           | Elazığspor             |
| Erbaaspor                  | 0 – 1           | Gümüşhanespor          |
| Bingölspor                 | 1 – 10          | Ağrıspor               |
| Fatsa Belediyespor         | 0 – 1           | Yomraspor              |
| 1954 Kelkit Belediyespor   | 3 – 0           | Dersim Spor            |
| Siirt İl Özel İdaresi Spor | 2 – 0           | Yuksekova Belediyespor |
| Hacettepe 1945             | 3 – 0           | Türk Metal Kırıkkale   |
| 1922 Konyaspor             | 2 – 0 (dts)     | Kestelspor             |
| Sile Yildizspor            | 1 – 1 (4-3 dtr) | Darıca Gençlerbirliği  |
| Büyükçekmece Tepecikspor   | 2 – 0           | Bayrampaşaspor         |
| Turgutluspor               | 1 – 1 (2-4 dtr) | Kuşadasıspor           |
| Bergama Belediyespor       | 1 – 2           | Karşıyaka              |
| Eskişehirspor              | 2 – 1           | Cankaya                |
| 15 settembre 2022          |                 |                        |
| Niğde Anadolu              | 3 – 2           | Kahramanmaraşspor      |
| Mazidagi Fosfatspor        | 3 – 0           | Bitlis Ozguzelderespor |
| Nevşehirspor Gençlik       | 3 – 1           | Yozgatspor             |
| Çankırıspor                | 0 – 4           | Boyabat 1868 Spor      |
| Karaman                    | 2 – 0 (dts)     | Burdurspor             |
| Çatalcaspor                | 4 – 1           | Edirnespor Gençlik     |

## Secondo turno
Il sorteggio è stato effettuato il 16 settembre 2022. Il calendario delle partite è stato annunciato il 20 settembre 2022. 16 teste di serie e 13 non teste di serie si sono qualificate per il turno successivo.
| Squadra 1              | Risultato       | Squadra 2                |
| ---------------------- | --------------- | ------------------------ |
| 27 settembre 2022      |                 |                          |
| İnegölspor             | 1 – 2 (dts)     | Ağrıspor                 |
| Ankaraspor             | 5 – 2           | Kepez Belediyespor       |
| Zonguldakspor          | 0 – 1           | Gümüşhanespor            |
| Kocaelispor            | 1 – 4           | Ayvalikgucu              |
| Somaspor               | 2 – 2 (4-5 dtr) | Efeler 09 Spor           |
| Balıkesirspor          | 2 – 1 (dts)     | Hacettepe 1945           |
| 28 settembre 2022      |                 |                          |
| Kastamonuspor          | 0 – 0 (5-4 dtr) | Nevşehirspor Gençlik     |
| Adıyaman 1954          | 1 – 0 (dts)     | Bartınspor               |
| Pazarspor              | 1 – 0           | Mazidagi Fosfatspor      |
| 1922 Konyaspor         | 1 – 2           | Karaköprü Bld            |
| Ankara Demirspor       | 0 – 2           | Karaman                  |
| Etimesgut Belediyespor | 3 – 1           | Yalovaspor               |
| Kırşehirspor           | 2 – 1           | Kilis Belediyespor       |
| Niğde Anadolu          | 2 – 1           | Yomraspor                |
| Serik                  | 1 – 0           | 1954 Kelkit Belediyespor |
| Afjet Afyonspor        | 2 – 4           | Eynesil Belediyespor     |
| Ergene Velimeşe        | 0 – 1           | Elaziz Bld               |
| Kuşadasıspor           | 0 – 1           | Bulvarspor               |
| Kırklarelispor         | 5 – 0           | Siirt İl Özel İdare      |
| Nazilli Belediyespor   | 2 – 1           | Sile Yildizspor          |
| Sarıyer                | 3 – 0           | Büyükçekmece Tepecikspor |
| Uşakspor               | 2 – 1           | Arguvan Belediyespor     |
| Çatalcaspor            | 2 – 3           | Sapanca                  |
| Şanlıurfaspor          | 4 – 2           | Karşıyaka                |
| Bursaspor              | 0 – 1           | Boyabat 1868 Spor        |
| 29 settembre 2022      |                 |                          |
| Diyarbakırspor         | 3 – 0           | Karsspor                 |
| Derince Belediyespor   | 0 – 1 (dts)     | Amasyaspor               |
| Menemen                | 3 – 2           | Bigaspor                 |
| Eskişehirspor          | 2 – 3           | Muşspor                  |

## Terzo turno
Il sorteggio è stato effettuato il 4 ottobre 2022. Il calendario delle partite è stato annunciato il 7 ottobre 2022. 27 teste di serie e 7 non teste di serie si sono qualificate per il turno successivo.
| Squadra 1              | Risultato       | Squadra 2               |
| ---------------------- | --------------- | ----------------------- |
| 18 ottobre 2022        |                 |                         |
| Kasımpaşa              | 2 – 1 (dts)     | Yeni Mersin İdman Yurdu |
| Altay                  | 1 – 2 (dts)     | Efeler 09 Spor          |
| Ankaraspor             | 2 – 1 (dts)     | Pazarspor               |
| Manisa                 | 2 – 2 (7-6 dtr) | Eynesil Belediyespor    |
| Çaykur Rizespor        | 3 – 0           | Boyabat 1868 Spor       |
| Kayserispor            | 2 – 1           | Iğdır                   |
| Adana Demirspor        | 5 – 0           | Adıyaman 1954           |
| 19 ottobre 2022        |                 |                         |
| Kırklarelispor         | 2 – 0           | 52 Orduspor             |
| Vanspor                | 2 – 3 (dts)     | Elaziz Bld              |
| Adanaspor              | 1 – 0           | Orduspor                |
| Altınordu              | 5 – 0           | Sapanca                 |
| Balıkesirspor          | 0 – 1           | Ofspor                  |
| Çorum                  | 1 – 1 (3-4 dtr) | Esenler Erokspor        |
| Denizlispor            | 2 – 1           | Ayvalikgucu             |
| Etimesgut Belediyespor | 2 – 0           | Aksarayspor             |
| Göztepe                | 2 – 0 (dts)     | Karaköprü Bld           |
| Keçiörengücü           | 4 – 1           | Diyarbakırspor          |
| Kırşehir               | 1 – 0 (dts)     | İskenderunspor 1967     |
| Nazilli Belediyespor   | 2 – 1           | Arnavutköy Belediyespor |
| Serik                  | 2 – 1           | Batman Petrolspor       |
| Şanlıurfaspor          | 3 – 0           | Karaman                 |
| Uşakspor               | 4 – 2 (dts)     | Gümüşhanespor           |
| Bucaspor               | 3 – 0           | Artvin Hopaspor         |
| 24 Erzincanspor        | 0 – 1           | Kütahyaspor             |
| Boluspor               | 1 – 0           | Fethiyespor             |
| Samsunspor             | 3 – 0           | Muşspor                 |
| Hatayspor              | 0 – 2           | Düzcespor               |
| Galatasaray            | 7 – 0           | Kastamonuspor 1966      |
| 20 ottobre 2022        |                 |                         |
| Gençlerbirliği         | 3 – 1 (dts)     | Niğde Anadolu           |
| Menemen                | 0 – 1 (dts)     | Bulvarspor              |
| Tuzlaspor              | 2 – 1 (dts)     | Bursa Yildirimspor      |
| Yeni Malatyaspor       | 3 – 3 (5-4 dtr) | Ağrıspor                |
| Giresunspor            | 3 – 1           | Amasyaspor              |
| Gaziantep              | 4 – 0           | Sarıyer                 |

## Quarto turno
Il sorteggio è stato effettuato il 21 ottobre 2022. Il calendario delle partite è stato annunciato il 26 ottobre 2022. 22 teste di serie e 5 non teste di serie si sono qualificate per il turno successivo.
| Squadra 1        | Risultato       | Squadra 2              |
| ---------------- | --------------- | ---------------------- |
| 8 novembre 2022  |                 |                        |
| Kasımpaşa        | 6 – 1           | 1461 Trabzon           |
| Erzurumspor      | 2 – 2 (1-3 dtr) | Esenler Erokspor       |
| Yeni Malatyaspor | 0 – 1           | Uşakspor               |
| Alanyaspor       | 3 – 0           | Sakaryaspor            |
| Ankaragücü       | 6 – 2           | Amed                   |
| Adana Demirspor  | 4 – 3           | Nazilli Belediyespor   |
| Galatasaray      | 2 – 1           | Ofspor                 |
| 9 novembre 2022  |                 |                        |
| Giresunspor      | 3 – 2           | Ankaraspor             |
| Keçiörengücü     | 4 – 2           | Bulvarspor             |
| Ümraniyespor     | 4 – 0           | Efeler 09 Spor         |
| Altınordu        | 0 – 1 (dts)     | Bodrumspor             |
| Bandırmaspor     | 0 – 3           | Karacabey              |
| Boluspor         | 2 – 1           | Tarsus İdman Yurdu     |
| Eyüpspor         | 2 – 1           | Düzcespor              |
| Gençlerbirliği   | 1 – 0           | Bayburtspor            |
| Manisa           | 3 – 0           | Elaziz Bld             |
| Samsunspor       | 4 – 0           | Adanaspor              |
| Antalyaspor      | 3 – 0           | Pendikspor             |
| Gaziantep        | 2 – 0           | Kütahyaspor            |
| Beşiktaş         | 3 – 1           | Serik                  |
| 10 novembre 2022 |                 |                        |
| İstanbulspor     | 3 – 2           | Etimesgut Belediyespor |
| Göztepe          | 2 – 0           | Bucaspor               |
| Tuzlaspor        | 2 – 1 (dts)     | Isparta 32             |
| Çaykur Rizespor  | 2 – 1           | Kırklarelispor         |
| Denizlispor      | 0 – 5           | Şanlıurfaspor          |
| Fatih Karagümrük | 3 – 1           | Kırşehir               |
| Kayserispor      | 1 – 0           | Sivas Belediye Spor    |

## Quinto turno
Il sorteggio è stato effettuato l'11 novembre 2022
| Squadra 1           | Risultato   | Squadra 2        |
| ------------------- | ----------- | ---------------- |
| 20 dicembre 2022    |             |                  |
| Ankaragücü          | 2 – 0       | Tuzlaspor        |
| Kasımpaşa           | 1 – 2       | Ümraniyespor     |
| Sivasspor           | 5 – 2       | Esenler Erokspor |
| Antalyaspor         | 1 – 0       | Manisa           |
| İstanbul Başakşehir | 3 – 1       | Göztepe          |
| Fenerbahçe          | 3 – 1       | İstanbulspor     |
| 21 dicembre 2022    |             |                  |
| Giresunspor         | 0 – 5       | Karacabey        |
| Fatih Karagümrük    | 3 – 0       | Uşakspor         |
| Alanyaspor          | 3 – 2 (dts) | Eyüpspor         |
| Trabzonspor         | 3 – 0       | Samsunspor       |
| Beşiktaş            | 4 – 2       | Şanlıurfaspor    |
| 22 dicembre 2022    |             |                  |
| Kayserispor         | 2 – 0       | Gençlerbirliği   |
| Konyaspor           | 3 – 2 (dts) | Bodrumspor       |
| Gaziantep           | 3 – 1       | Boluspor         |
| Adana Demirspor     | 3 – 4 (dts) | Çaykur Rizespor  |
| Galatasaray         | 1 – 0       | Keçiörengücü     |

## Ottavi di finale
Il sorteggio è stato effettuato il 23 dicembre 2022
| Squadra 1        | Risultato       | Squadra 2           |
| ---------------- | --------------- | ------------------- |
| 17 gennaio 2023  |                 |                     |
| Sivasspor        | 3 – 0           | Karacabey           |
| Antalyaspor      | 0 – 2 (dts)     | Kayserispor         |
| Alanyaspor       | 1 – 2           | Galatasaray         |
| 18 gennaio 2023  |                 |                     |
| Fatih Karagümrük | 2 – 2 (3-5 dtr) | İstanbul Başakşehir |
| Ankaragücü       | 1 – 1 (4-3 dtr) | Beşiktaş            |
| Ümraniyespor     | 1 – 4 (dts)     | Trabzonspor         |
| 19 gennaio 2023  |                 |                     |
| Gaziantep        | 1 – 1 (8-7 dtr) | Konyaspor           |
| Fenerbahçe       | 2 – 1           | Çaykur Rizespor     |

## Quarti di finale
Il sorteggio è stato effettuato il 24 gennaio 2023.
| Squadra 1         | Risultato | Squadra 2           |
| ----------------- | --------- | ------------------- |
| 4-5-6 aprile 2023 |           |                     |
| Sivasspor         | 3 – 0     | Gaziantep           |
| Fenerbahçe        | 4 – 1     | Kayserispor         |
| Ankaragücü        | 3 – 1     | Trabzonspor         |
| Galatasaray       | 2 – 3     | İstanbul Başakşehir |

## Semifinali
| Squadra 1                      | Totale | Squadra 2  | Andata | Ritorno     |
| ------------------------------ | ------ | ---------- | ------ | ----------- |
| 3 maggio 2023 / 23 maggio 2023 |        |            |        |             |
| Sivasspor                      | 0 – 3  | Fenerbahçe | 0 – 0  | 0 – 3       |
| 4 maggio 2023 / 24 maggio 2023 |        |            |        |             |
| İstanbul Başakşehir            | 3 – 2  | Ankaragücü | 1 – 0  | 2 – 2 (dts) |

## Finale
| Arbitro: | A. Karaoğlan |

|                   |           |  |
| Batshuayi 1’, 29’ | Marcatori |  |

| Fenerbahçe | İstanbul Başakşehir |

| GK           | 70 | İrfan Can Eğribayat |     |     |
| RB           | 7  | Ferdi Kadıoğlu      |     |     |
| CB           | 4  | Serdar Aziz         | 88’ |     |
| CB           | 41 | Attila Szalai       |     |     |
| LB           | 28 | Luan Peres          |     |     |
| RM           | 10 | Arda Güler          |     | 90’ |
| CM           | 5  | Willian Arão        |     |     |
| CM           | 26 | Miha Zajc           | 14’ | 74’ |
| LM           | 17 | İrfan Kahveci       |     | 85’ |
| CF           | 23 | Michy Batshuayi     |     | 90’ |
| CF           | 13 | Enner Valencia      |     | 74’ |
| Substitutes: |    |                     |     |     |
| GK           | 54 | Ertuğrul Çetin      |     |     |
| DF           | 3  | Samet Akaydin       |     |     |
| DF           | 24 | Jayden Oosterwolde  |     |     |
| MF           | 8  | Mert Hakan Yandaş   |     | 90’ |
| MF           | 21 | Bright Osayi-Samuel |     | 74’ |
| MF           | 80 | İsmail Yüksek       |     | 74’ |
| FW           | 9  | Diego Rossi         |     | 85’ |
| FW           | 19 | Serdar Dursun       |     | 90’ |
| FW           | 20 | João Pedro          |     |     |
| FW           | 99 | Emre Mor            |     |     |
| Manager:     |    |                     |     |     |
| Jorge Jesus  |    |                     |     |     |

| GK             | 16 | Muhammed Şengezer  |     |     |
| RB             | 42 | Ömer Ali Şahiner   |     |     |
| CB             | 5  | Léo Duarte         |     |     |
| CB             | 59 | Ahmed Touba        |     | 77’ |
| LB             | 88 | Caner Erkin        |     | 34’ |
| RM             | 7  | Serdar Gürler      |     | 34’ |
| CM             | 19 | Berkay Özcan       |     |     |
| CM             | 20 | Lucas Biglia       |     | 34’ |
| LM             | 23 | Deniz Türüç        | 68’ | 85’ |
| CF             | 17 | Philippe Kény      | 88’ |     |
| CF             | 25 | João Figueiredo    |     |     |
| Substitutes:   |    |                    |     |     |
| GK             | 1  | Volkan Babacan     |     |     |
| DF             | 2  | Şener Özbayraklı   |     | 85’ |
| DF             | 4  | Wu Shaocong        |     |     |
| DF             | 51 | Edgar Ié           |     |     |
| DF             | 60 | Lucas Lima         |     | 34’ |
| MF             | 8  | Danijel Aleksić    |     | 77’ |
| MF             | 11 | Adnan Januzaj      |     | 34’ |
| MF             | 72 | Eden Karzev        |     | 34’ |
| MF             | 80 | Berkay Aydoğmuş    |     |     |
| FW             | 34 | Muhammet Arslantaş |     |     |
| Manager:       |    |                    |     |     |
| Emre Belözoğlu |    |                    |     |     |